# Ramon Amat i Comellas
Ramon Amat i Comellas (Badalona, 1857-1917) va ser un polític i fabricant d'aiguardents i anisats català. Alcalde de Badalona entre el 25 d'octubre de 1899 i l'1 de gener de 1902, un dels representants del caciquisme local a l'ombra del màxim representat a Badalona, Joaquim Palay i Jaurés.
Va ser militant del Partit Liberal Conservador. Participant en les eleccions municipals d'octubre de 1899 amb la candidatura conservadora liberal anomenada Lliga Popular, que resultà guanyadora a la ciutat. Si bé aquesta candidatura girava entorn de Joaquim Palay, aquest va ser inhabilitat per la política per impugnació del Ministeri de Governació, perquè el 1875 Palay s'havia declarat estranger —de fet, era nascut a l'Uruguai— per no haver de complir amb el servei militar. Això va situar a l'alcaldia a Amat fins a l'any 1902.